# Luật Buffett
Luật Buffett là một dự luật về thuế được đề xuất bởi Tổng thống Barack Obama trong năm 2011. Luật Buffet sẽ được áp dụng lên những người có thu nhập nhiều hơn 1 triệu đô la/năm; số người này bao gồm cả 450.000 người giàu nhất nước Mỹ. Kế hoạch thuế mới đánh lên người giàu được đưa ra vào ngày 19 tháng 9, ngày mà Tổng thống Obama công bố kế hoạch dài hạn về giảm thâm hụt ngân sách. Dự luật thuế này hy vọng sẽ tạo ra nguồn thu 1.500 tỷ đô la nhằm bù đắp thâm hụt ngân sách.
Trước đó, theo báo Le Monde, Nhà trắng đã đề cập đến việc tăng thuế vào ngày 12 tháng 9 năm 2011. Giám đốc ngân sách của Nhà Trắng cho biết những đối tượng cần phải tăng thuế bao gồm các công ty dầu khí, các chủ hãng máy bay thương mại và các hộ gia đình Mỹ có thu nhập hàng năm trên 250.000 đô la.
Luật này được đặt theo tên của tỉ phú Warren Buffett, người vừa công khai tuyên bố vào đầu năm 2011 rằng ông bất bình với việc những người giàu đóng thuế liên bang ít hơn những người trung lưu, và ông lên tiếng ủng hộ việc tăng thuế đánh vào tầng lớp giàu có. Luật thuế Buffett đưa ra một mức thuế tối thiểu cao hơn đối với những người giàu nhất nước Mỹ nhằm đảm bảo rằng mức thuế họ chịu cũng phải tương đương với những người nghèo hơn.

## Phản ứng

### Chống đối
Luật thuế Buffet gặp phải nhiều chỉ trích từ phía các nghị sĩ Đảng Cộng hòa, những người luôn phản đối việc tăng thuế cho người giàu. Dường như nguy cơ về xung đột giai cấp là điểm trọng yếu mà Đảng Cộng hòa nhằm vào luật Buffett. Đại biểu Paul Ryan (Đảng Cộng hòa–bang Wisconsin) chỉ trích dự luật này, cho rằng chúng sẽ gây ra xung đột giai cấp và sẽ ảnh hưởng tiêu cực đến vấn đề đầu tư và tạo ra công ăn việc làm và sẽ phá hỏng nền kinh tế Mỹ. Thượng nghị sĩ Mitch McConnell (Đảng Cộng hòa–bang Kentucky) thì cho rằng nền kinh tế của Mỹ đã quá yếu kém để có thể tăng thuế. Còn chủ tịch Hạ viện Hoa Kỳ John Boehner cũng mô tả dự luật Buffet là "khoản tăng thuế 1.500 tỉ USD lên những người tạo ra công ăn việc làm Mỹ" và "Gây xung đột giai cấp không phải là lãnh đạo tốt."

### Ủng hộ
Tuy nhiên, một số ý kiến khác đã tỏ ra ủng hộ luật Buffett. Tỉ như theo nhà kinh tế học Joseph Stiglitz thì:
| “                  | Việc nói rằng "giới nhà giàu đã tận dụng lợi thế chính trị và không đóng phần thuế công bằng" không phải là gây xung đột giai cấp. Đó là sự thật. Sự thật là họ đang đóng mức thuế thấp hơn và đa số người dân Mỹ nghĩ rằng như thế là không đúng và không công bằng. Những lỗ hổng trong thuế không tự nhiên xuất hiện như từ trên trời rơi xuống. Chúng là hậu quả của những khoản đầu tư chính trị mà những người giàu bỏ ra nhằm có được những ưu đãi về thuế. | ” |
| — Joseph Stiglitz, | |   |

Trong một cuộc khảo sát do ABC News và Washington Post thực hiện, 72% số người tham gia ủng hộ kế hoạch tăng thuế đối với những người có thu nhập trên 250.000 đô la hàng năm để giảm thâm hụt tài chính, và 55% thì tỏ thái độ ủng hộ mạnh mẽ. Trong số 9 biện pháp được đề xuất để giảm thâm hụt, biện pháp tăng thuế đối với người thu nhập cao nhận được sự ủng hộ lớn nhất của người dân và cũng là biện pháp duy nhất có thái độ "ủng hộ mạnh mẽ" chiếm đa số. Đứng thứ nhì là biện pháp tăng thuế thu nhập để phục vụ cho các mục đích bảo đảm an ninh cho xã hội.
Luận điểm "luật Buffet tấn công vào những người tạo ra công ăn việc làm" cũng bị một nhà kinh tế phản đối, họ cho rằng nhiều người giàu ở Mỹ không tham gia quản lý những công việc kinh doanh tạo ra việc làm cho người lao động. Còn theo các giáo sư luật Bruce Ackerman và Anne Alstott thuộc Đại học Yale, việc tăng thuế thu nhập đối với người giàu là chưa đủ mà cần phải đánh thêm thuế tài sản, họ chỉ ra rằng 1% những người giàu nhất Hoa Kỳ tạo ra 21% thu nhập cho đất nước nhưng lại sở hữu tới 35% tổng tài sản quốc gia.
Trước những chỉ trích về "xung đột giai cấp", ngay trong bài phát biểu của mình, bản thân Tổng thống Obama đã phản hồi cứng rắn như sau:
| “                | Đó không phải là xung đột giai cấp. Đó là toán học. | ” |
| — Barrack Obama, |                                                     |   |